# وی‌ای‌پی کو
وی‌ای‌پی کو (انگلیسی: VAP Co) شرکت رسانه‌ای ژاپنی است، که در سال ۱۹۸۱ تأسیس شد.